# Bernardo Barría
Bernardo Iván Barría Ojeda (Castro, Chile, 20 de agosto de 1961) es un exfutbolista chileno. Jugaba como delantero y es el goleador histórico de Deportes Puerto Montt. 

## Trayectoria
Oriundo de Castro, comenzó jugando al fútbol en su ciudad natal, defendiendo los colores de Estudiantes y Servisalud. En 1985 fue contratado por Deportes Puerto Montt de la Primera B (por entonces Segunda División), luego de que el equipo viajara a Castro a jugar un partido amistoso ante la selección local. Dicho partido terminó con un resultado de 3-2 a favor de la selección, con un hattrick de Barría, que deslumbró al entrenador del equipo puertomontino Héctor Barría.
Tras una destacada participación con el conjunto salmonero, en 1988 es adquirido por Deportes Temuco de la misma divisional. Sin embargo, durante el segundo semestre de 1991 regresa a Deportes Puerto Montt, en donde con sus goles logró aportar al cuarto lugar del equipo dirigido por Francisco Valdés en la liguilla del ascenso de la Primera B de 1991, clasificando a la Liguilla de Promoción de dicha temporada, no logrando ascender a la primera división.
En 1994 es contratado por Santiago Wanderers de la Primera B,para regresar en 1995 a Deportes Puerto Montt, en lo que sería su última temporada como futbolista profesional. Es el máximo goleador histórico del equipo puertomontino, con 85 goles en 283 partidos.

## Clubes
| Club                  | País  | Año       |
| --------------------- | ----- | --------- |
| Deportes Puerto Montt | Chile | 1985-1987 |
| Deportes Temuco       | Chile | 1988-1991 |
| Deportes Puerto Montt | Chile | 1991-1993 |
| Santiago Wanderers    | Chile | 1994      |
| Deportes Puerto Montt | Chile | 1995      |

## Palmarés

### Distinciones individuales
| Distinción                                                    | Año                        |
| ------------------------------------------------------------- | -------------------------- |
| Máximo goleador histórico de Deportes Puerto Montt (85 goles) | 1985-1987; 1991-1993; 1995 |